# Lista das linhas do Metropolitano de Londres
O Metro de Londres tem 11 linhas de metropolitano: Bakerloo line, Central line, Circle line, District line, Hammersmith & City line, Jubilee line, Metropolitan line, Northern line, Piccadilly line, Victoria line e Waterloo & City line. Até 2007 existiam no Metropolitano de Londres 12 linhas distintas; esta 12.ª linha é a East London line, que foi encerrada para obras, que deverão acabar em 2010. Com o final das obras, esta linha passará a ser o London Overground. É de lembrar que estas obras acontecem no âmbito da preparação da cidade de Londres para os Jogos Olímpicos de Verão de 2012.

## Em Funcionamento

### Bakerloo line

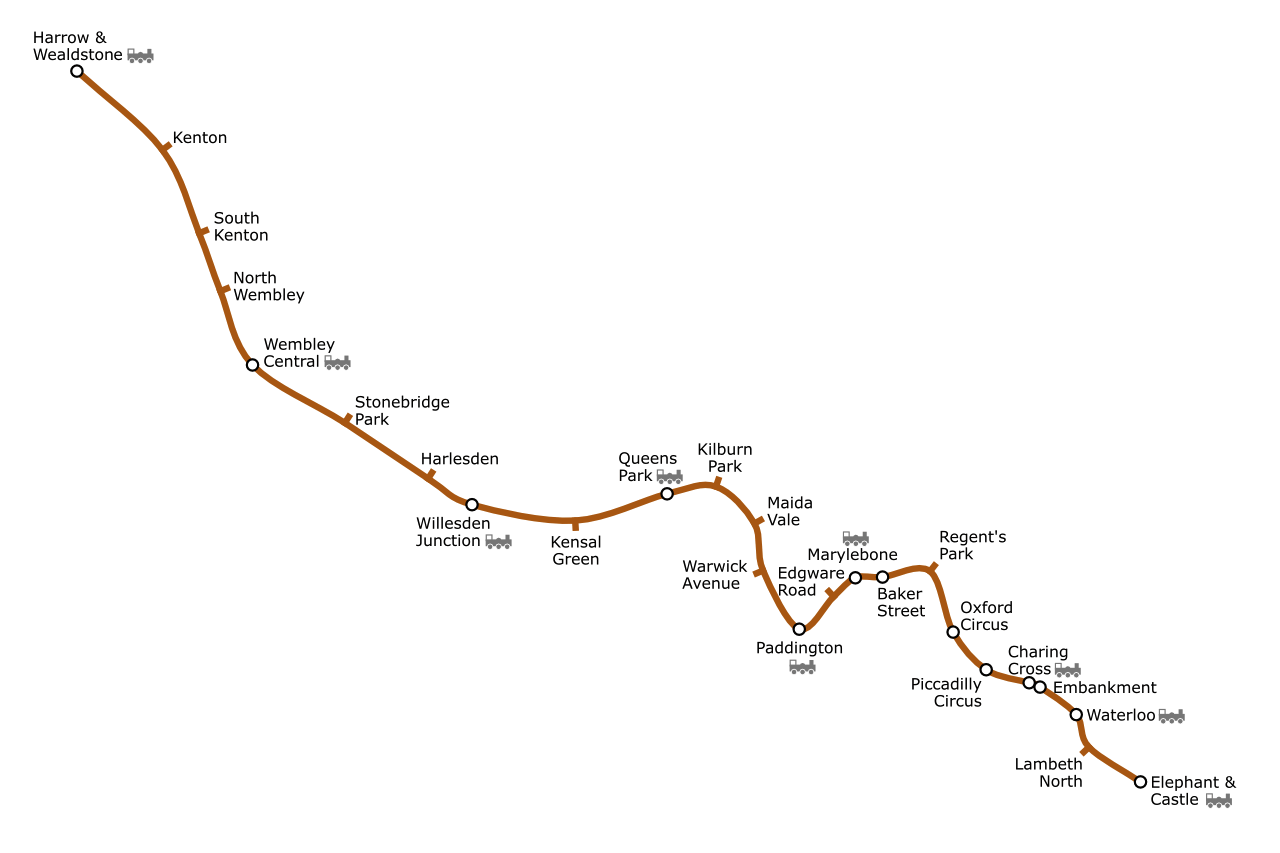
Mapa da Bakerloo line

A Bakerloo line é representada no Mapa do Metropolitano de Londres, pela cor castanha. A sua primeira operação foi em 1906, e a sua primeira secção aberta ocorreu em 1906. O seu nome data de 1906. A Bakerloo line é uma linha subterrânea, com 23,2 km (cerca de 14,5 milhas) e tem 25 estações. Por ano, esta linha realiza 104 000 viagens, o que se for trocado por milhas, dá um total de 7172 viagens por milha.

### Central line

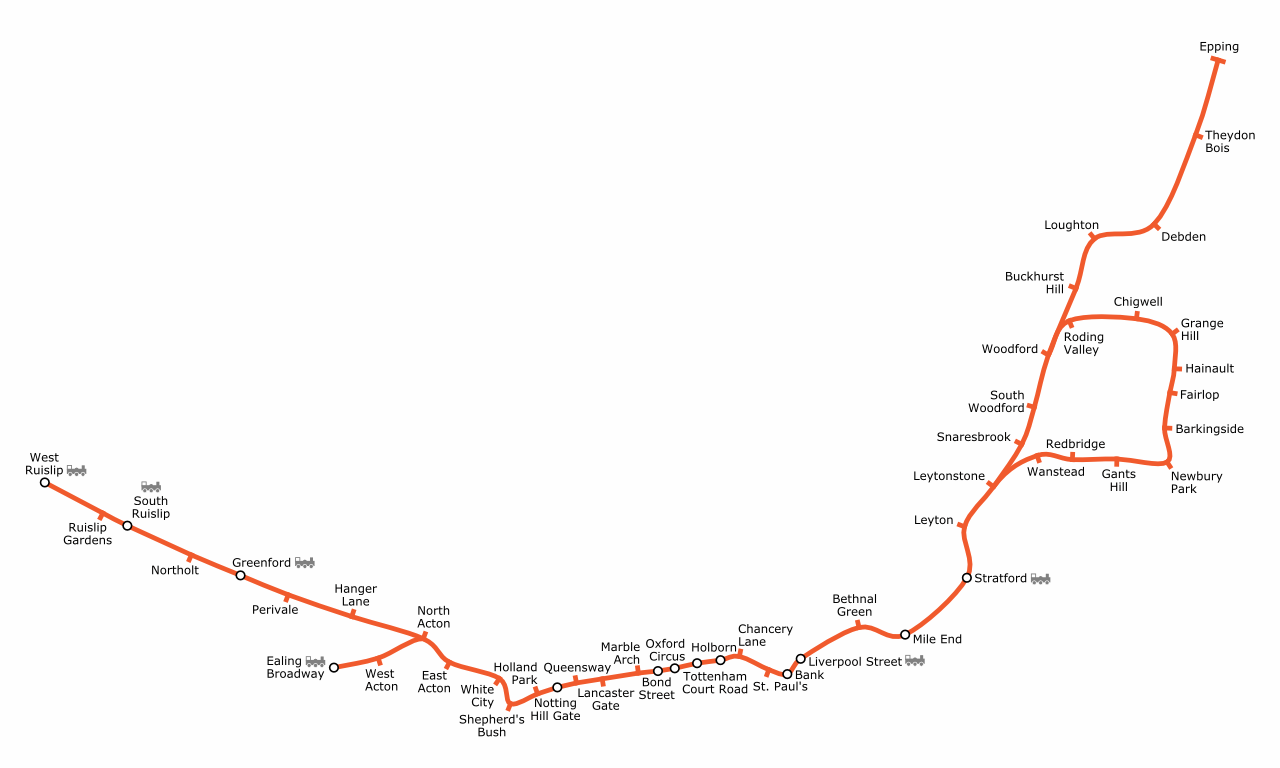
Mapa da Central line

A Central line é representada no Mapa do Metropolitano de Londres, pela cor vermelha. A sua primeira operação foi em 1900, e a sua primeira secção aberta ocorreu em 1856. O seu nome data de 1900. A Central line é uma linha subterrânea, com 74 km (cerca de 46 milhas) e tem 49 estações. Por ano, esta linha realiza 199 000 viagens, o que se for trocado por milhas, dá um total de 4326 viagens por milha.

### Circle line

Mapa da Circle line

A Circle line é representada no Mapa do Metropolitano de Londres, pela cor amarela. A sua primeira operação foi em 1884, e a sua primeira secção aberta ocorreu em 1863. O seu nome data de 1949. A Circle line é uma linha subterrânea, com 22,5 km (cerca de 14 milhas) e tem 27 estações. Por ano, esta linha realiza 74 000 viagens, o que se for trocado por milhas, dá um total de 5286 viagens por milha.

### District line

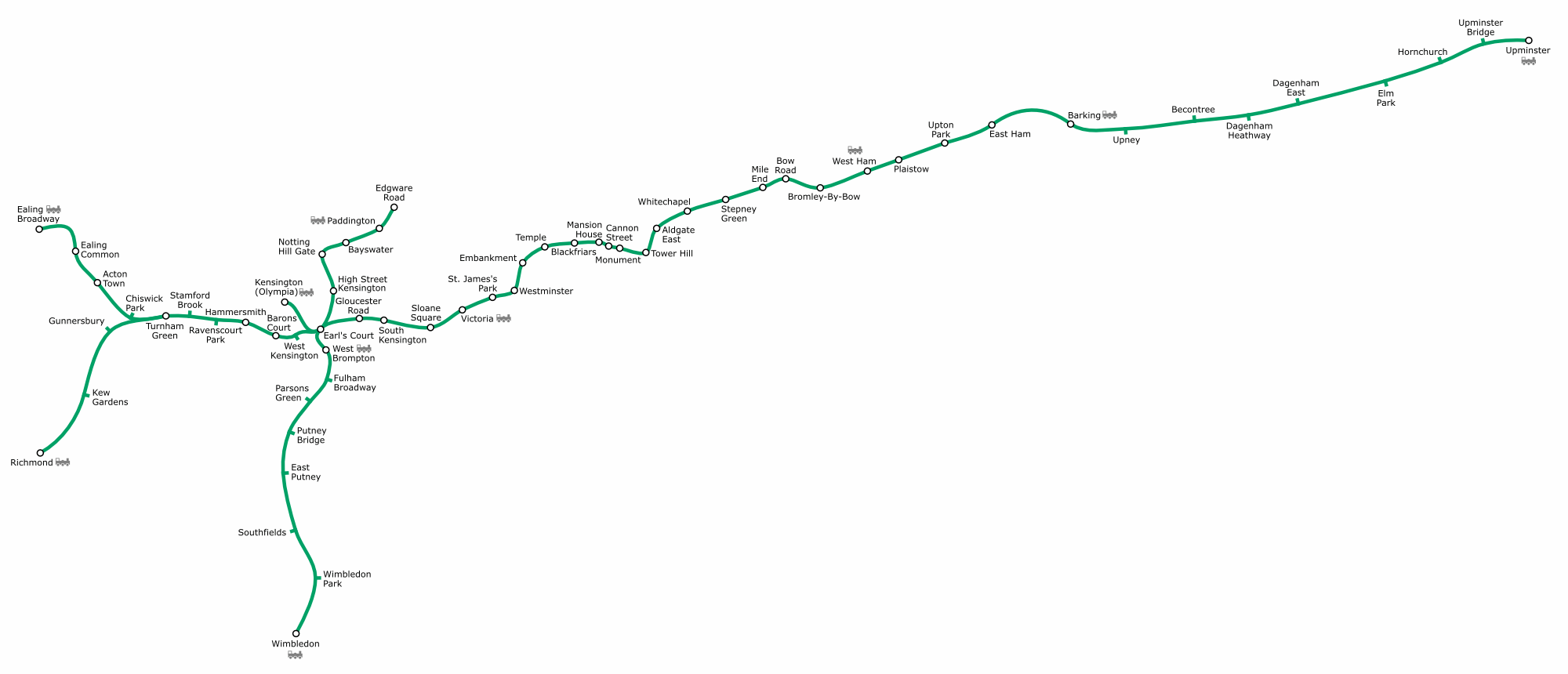
Mapa da District line

A District line é representada no Mapa do Metropolitano de Londres, pela cor verde. A sua primeira operação foi em 1868, e a sua primeira secção aberta ocorreu em 1868. O seu nome data de 1868–1905. A District line é uma linha subterrânea, com 64 km (cerca de 40 milhas) e tem 60 estações. Por ano, esta linha realiza 188 000 viagens, o que se for trocado por milhas, dá um total de 4700 viagens por milha.

### Hammersmith & City line

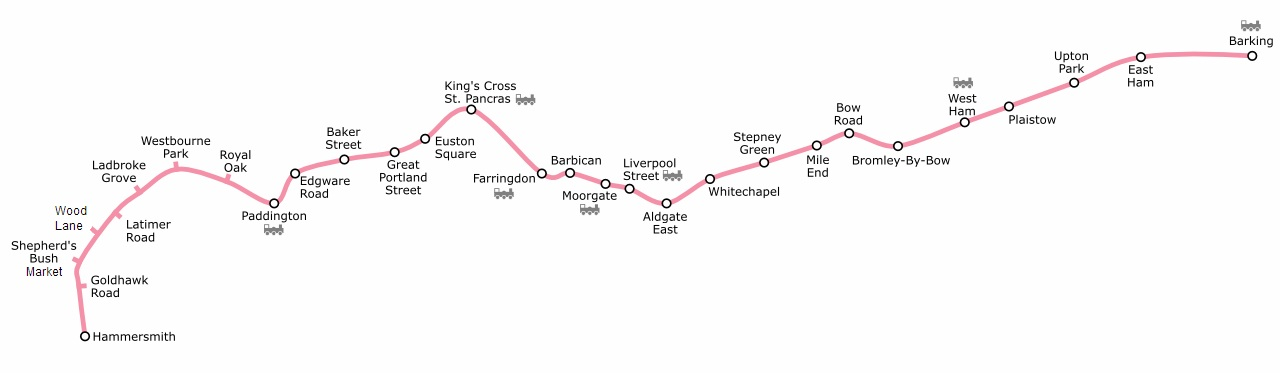
Mapa da Hammersmith & City line

A Hammersmith & City line é representada no Mapa do Metropolitano de Londres, pela cor rosa. A sua primeira operação foi em 1863, e a sua primeira secção aberta ocorreu em 1858. O seu nome data de 1988. A Hammersmith & City line é uma linha subterrânea, com 26,5 km (cerca de 16,5 milhas) e tem 29 estações. Por ano, esta linha realiza 50 000 viagens, o que se for trocado por milhas, dá um total de 3030 viagens por milha.

### Jubilee line

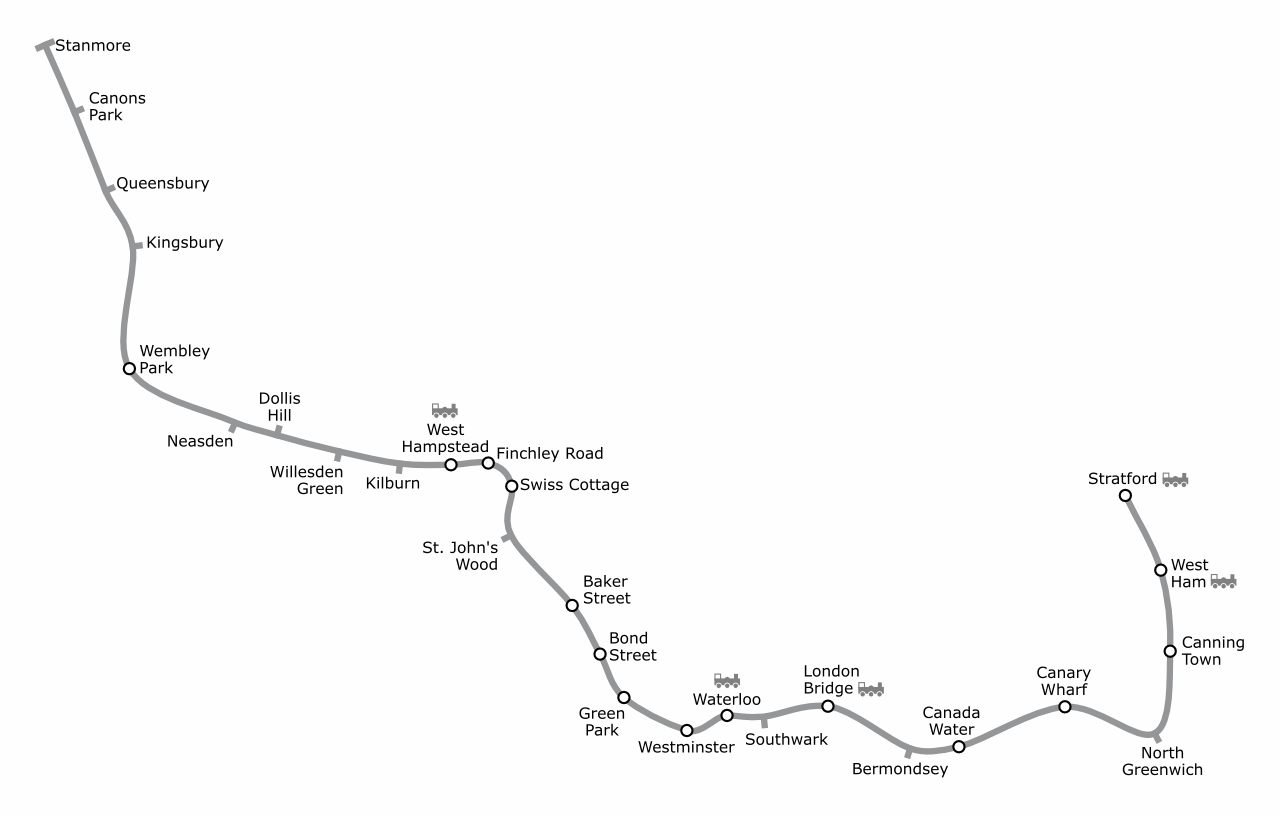
Mapa da Jubilee line

A Jubilee line é representada no Mapa do Metropolitano de Londres, pela cor cinzenta. A sua primeira operação foi em 1979, e a sua primeira secção aberta ocorreu em 1879. O seu nome data de 1979. A Jubilee line é uma linha subterrânea, com 36,2 km (cerca de 22,5 milhas) e tem 27 estações. Por ano, esta linha realiza 127 584 viagens, o que se for trocado por milhas, dá um total de 5670 viagens por milha.

### Metropolitan line

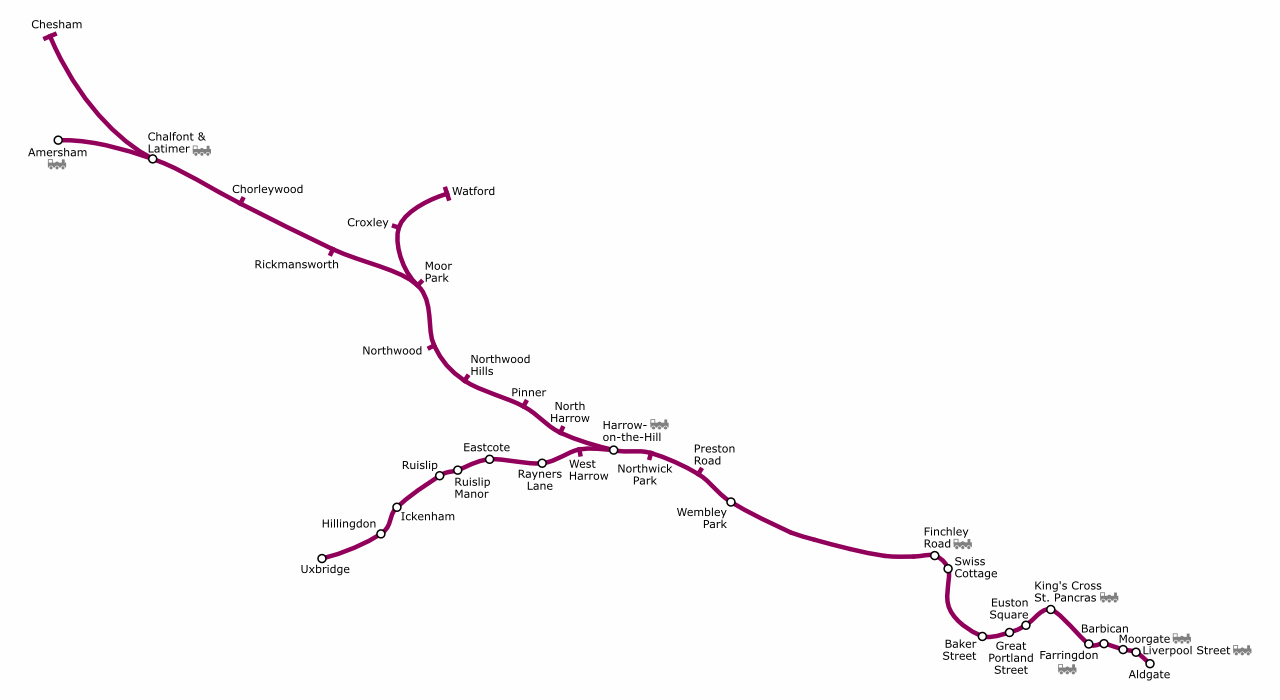
Mapa da Metropolitan line

A Metropolitan line é representada no Mapa do Metropolitano de Londres, pela cor vermelha rosada. A sua primeira operação foi em 1863, e a sua primeira secção aberta ocorreu em 1863. O seu nome data de 1863. A Metropolitan line é uma linha subterrânea, com 66,7 km (cerca de 41,5 milhas) e tem 34 estações. Por ano, esta linha realiza 58 000 viagens, o que se for trocado por milhas, dá um total de 1398 viagens por milha.

### Northern line

Mapa da Northern line

A Northern line é representada no Mapa do Metropolitano de Londres, pela cor preta. A sua primeira operação foi em 1890, e a sua primeira secção aberta ocorreu em 1867. O seu nome data de 1937. A Northern line é uma linha subterrânea, com 58 km (cerca de 36 milhas) e tem 50 estações. Por ano, esta linha realiza 206 987 viagens, o que se for trocado por milhas, dá um total de 5743 viagens por milha.

### Piccadilly line

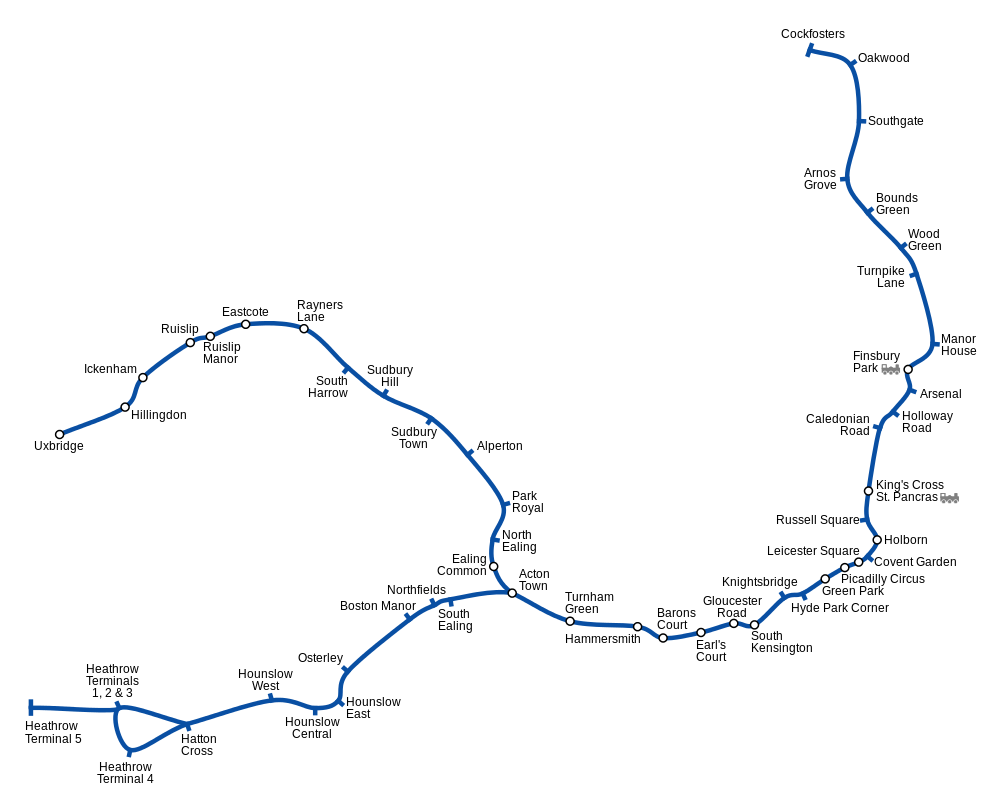
Mapa da Piccadilly line

A Piccadilly line é representada no Mapa do Metropolitano de Londres, pela cor azul, tom escuro. A sua primeira operação foi em 1906, e a sua primeira secção aberta ocorreu em 1869. O seu nome data de 1906. A Piccadilly line é uma linha subterrânea, com 71 km (cerca de 44,3 milhas) e tem 53 estações. Por ano, esta linha realiza 176 177 viagens, o que se for trocado por milhas, dá um total de 3977 viagens por milha.

### Victoria line

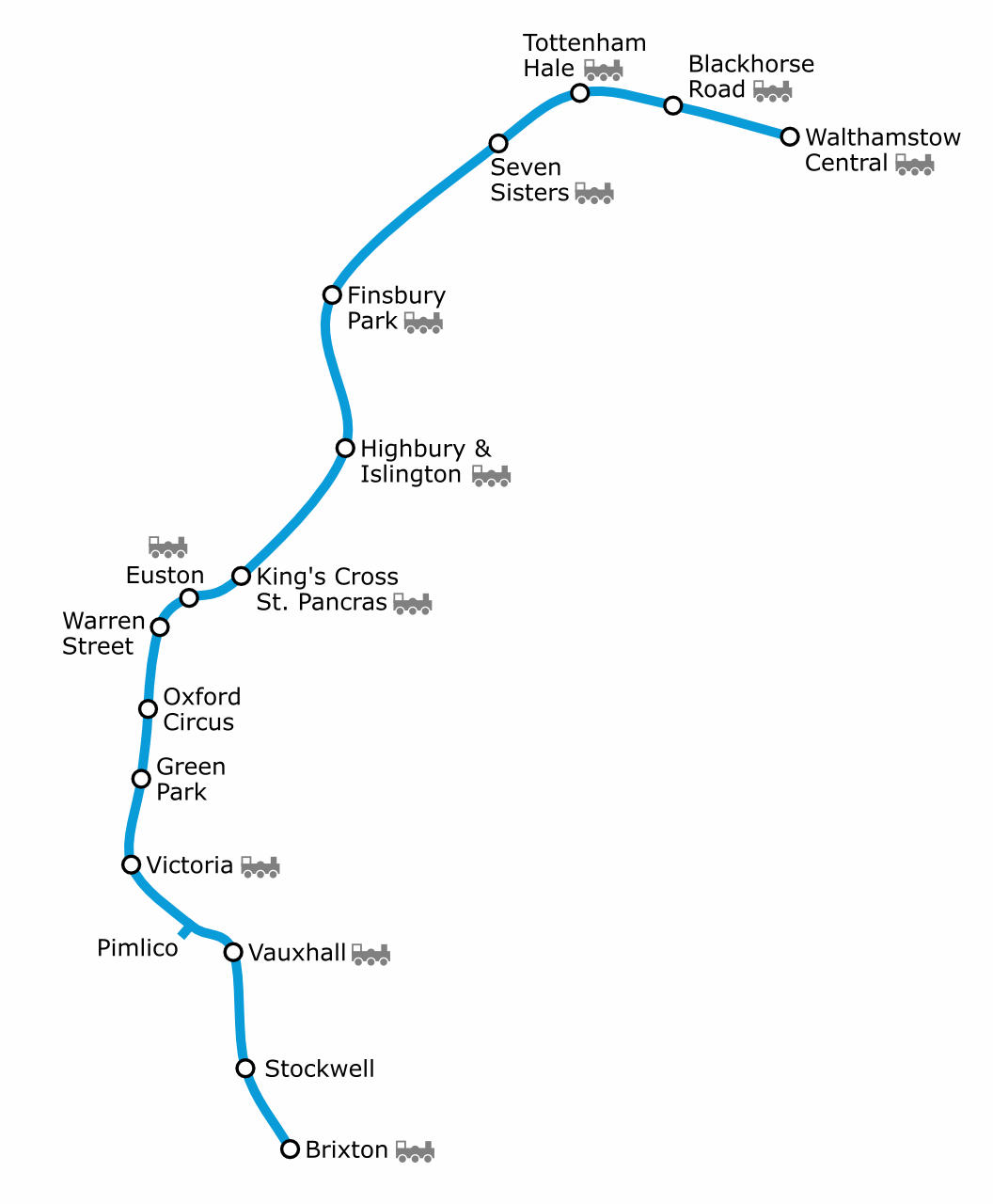
Mapa da Victoria line

A Victoria line é representada no Mapa do Metropolitano de Londres, pela cor azul, tom claro. A sua primeira operação foi em 1968, e a sua primeira secção aberta ocorreu em 1968. O seu nome data de 1968. A Victoria line é uma linha subterrânea, com 21 km (cerca de 13,25 milhas) e tem 16 estações. Por ano, esta linha realiza 174 000 viagens, o que se for trocado por milhas, dá um total de 13 132 viagens por milha.

### Waterloo & City line

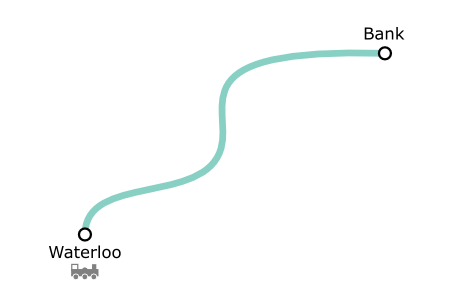
Mapa da Waterloo & City line

A Waterloo & City line é representada no Mapa do Metropolitano de Londres, pela cor azul marinho. A sua primeira operação foi em 1898, e a sua primeira secção aberta ocorreu em 1898. O seu nome data de 1898. A Waterloo & City line é uma linha subterrânea, com 2,5 km (cerca de 1.5 milhas) e tem 2 estações. Por ano, esta linha realiza 9616 viagens, o que se for trocado por milhas, dá um total de 6410 viagens por milha.

## Transferida peloLondon Overground

### East London line

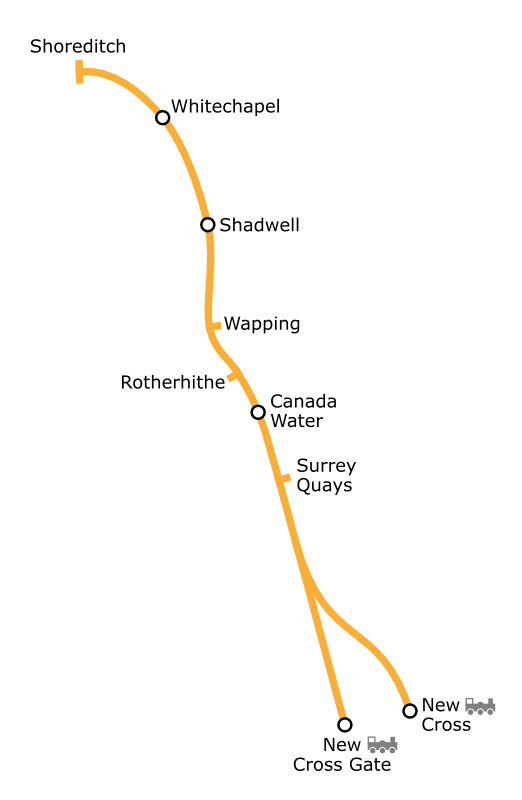
Mapa da East London line

A East London line é representada no Mapa do Metropolitano de Londres, pela cor laranja escuro. A sua primeira operação foi em 1869, e tornou-se parte do Metropolitano de Londres em 1933. A East London line é uma linha subterrânea, com 7,4 km (cerca de 4,6 milhas) e tem 8 estações. Por ano, esta linha realiza 107 020 viagens. A linha foi encerrada a 27 de Dezembro de 2007, para serem efectuadas obras de grande envergadura, e cuja conclusão está prevista para 2010, a tempo suficiente de servir os passageiros que irão a Londres para os Jogos Olímpicos de Verão de 2012.